# Mutella
Mutella es un cliente para la red Gnutella desarrollado por Max Zaitsev y Gregory Block. Tiene dos clases de interfaz de usuario, una en modo texto y la otra llamada remote control, la cual corre en un servidor web integrado y es usado por un navegador web. La primera versión pública de Mutella fue publicada el 6 de octubre de 2001
El logo de Mutella fue cambiado alrededor de la versión 4.1 y ahora tiene la forma de un pulpo verde, el logo anterior tenía la forma de un Ouroboros en dos diferentes colores, blanco y azul.